# Дивер (Вајоминг)
Дивер (енгл. Deaver) град је у америчкој савезној држави Вајоминг.

## Демографија
По попису из 2010. године број становника је 178, што је 1 (0,6%) становника више него 2000. године.
| Група             | 2000.       | 2010.       |
| Белци             | 159 (89,8%) | 165 (92,7%) |
| Афроамериканци    | 0 (0,0%)    | 0 (0,0%)    |
| Азијати           | 0 (0,0%)    | 0 (0,0%)    |
| Хиспаноамериканци | 15 (8,5%)   | 12 (6,7%)   |
| Укупно            | 177         | 178         |